# Good Morning Revival
Good Morning Revival – czwarty album studyjny amerykańskiego zespołu Good Charlotte. Producentem płyty jest Don Gilmore, a całość zmiksował Andy Wallace. Na razie ukazało się sześć singli promujących album. Są to: Keep Your Hands Off My Girl, The River, Dance Floor Anthem, Misery, Victims of Love i Where Would We Be Now. W porównaniu z poprzednimi płytami na albumie jest więcej elektroniki.

## Lista utworów
1. Good Morning Revival 0:56
2. Misery 3:49
3. The River (featuring M. Shadows and Synyster Gates) 3:15
4. Dance Floor Anthem 4:04
5. Keep Your Hands Off My Girl 3:25
6. Victims of Love 3:45
7. Where Would We Be Now 3:58
8. Break Apart Her Heart 3:19
9. All Black 4:19
10. Beautiful Place 3:50
11. Something Else 3:19
12. Broken Hearts Parade 3:15
13. March On 3:13

Bonusy:
- Keep Your Hands Off My Girl (Broken Spindles Remix) 4:35
- Face The Strange 2:58

## Miejsca na listach

### Album
| Position | 7 (66,000) | 42 (29,000) | 54 (13,000) | 76 (9,000) | 99 (7,000) | 136 (5,700) | 175 (4,900) | 175 (4,400) |
| Total    | 66,000     | 95,000      | 108,000     | 117,000    | 124,000    | 129,700     | 134,600     | 139,000     |

| Position | 17 (72,000) | 6 (127,000) | 25 (68,000) | 27 (47,000) | 34 (40,000) |
| Total    | 72,000      | 199,000     | 267,000     | 314,000     | 354,000     |

Najwyższe miejsca albumu na listach w poszczególnych krajach:
| Kraj          | Najwyższa pozycja |
| ------------- | ----------------- |
| USA           | 7                 |
| Argentyna     | 10                |
| Australia     | 5                 |
| Austria       | 10                |
| Kanada        | 2                 |
| Dania         | 58                |
| Estonia       | 5                 |
| Finlandia     | 16                |
| Francja       | 38                |
| Niemcy        | 10                |
| Hongkong      | 4                 |
| Węgry         | 33                |
| Irlandia      | 36                |
| Włochy        | 32                |
| Japonia       | 12                |
| Meksyk        | 6                 |
| Nowa Zelandia | 2                 |
| Szwecja       | 23                |
| Szwajcaria    | 7                 |
| Tajwan        | 5                 |
| Tajlandia     | 8                 |
| Wlk. Brytania | 13                |